# Bill Virdon
William Charles Virdon (Hazel Park, Míchigan, 9 de junio de 1931-Springfield, Misuri, 23 de noviembre de 2021), más conocido como Bill Virdon, fue un jugador profesional estadounidense de béisbol que se desempeñó en la posición de jardinero central en las Grandes Ligas de Béisbol (MLB). Logró obtener un Guante de Oro.

## Carrera
Virdon jugó como profesional dos temporadas en St. Louis Cardinals (1955-1956), después pasó a Pittsburgh Pirates, donde jugó once temporadas (1956-1965, 1968), y fue el equipo en el que se retiró.

## Premios
Fue galardonado con el Guante de Oro en una oportunidad (1962).